# 액션 잭슨 (1988년 영화)
액션 잭슨(Action Jackson)은 미국에서 제작된 크레이그 R. 백슬리 감독의 1988년 액션, 코미디, 범죄 영화이다. 칼 웨더스 등이 주연으로 출연하였고 조엘 실버 등이 제작에 참여하였다.

## 출연

### 주연
- 칼 웨더스
- 크레이그 T. 넬슨
- 베니티
- 샤론 스톤
- 토머스 F. 윌슨
- 빌 듀크
- 로버트 다비

### 조연
- 잭 시보
- 로저 아론 브라운
- 스탠 포스터

## 제작진
- 미술: 버지니아 L. 랜돌프
- 의상: 마릴린 밴스
- Ass-PD: 스티브 페리
- 배역: 카렌 레아